# روني إل. وايت
روني إل. وايت (بالإنجليزية: Ronnie L. White)‏ هو قاضي ومحامي أمريكي، ولد في 31 مايو 1953 في سانت لويس في الولايات المتحدة.